# Giorgi Makaridze
Giorgi Makaridze (ur. 31 marca 1990 w Tbilisi) – gruziński piłkarz występujący na pozycji bramkarza w hiszpańskim klubie UD Almería.

## Kariera klubowa
Makaridze zawodową karierę rozpoczynał w 2006 roku w klubie Dinamo Tbilisi. W 2008 roku zdobył z nim mistrzostwo Gruzji oraz Puchar Gruzji. W styczniu 2009 roku przeszedł do francuskiego Le Mans FC. W sezonie 2008/2009 w jego pierwszej drużynie nie rozegrał tam żadnego spotkania, natomiast zagrał 3 razy w rezerwach. W pierwszej drużynie Le Mans zadebiutował 28 listopada 2009 roku w zremisowanym 1:1 meczu rozgrywek Ligue 1 z AS Saint-Étienne. W 2010 spadł z zespołem do Ligue 2. W tym samym roku Le Mans FC zmienił nazwę na Le Mans FC. 12 września 2020 przeszedł do grającej w Segunda División UD Almerii, w której zadebiutował 27 września 2020r. w wygranym 0:2 meczu ligowym z CD Lugo.
| Sezon   | Klub       | Kraj      | Rozgrywki        | Mecze | Bramki | Rozgrywki Europy | Mecze | Bramki |
| ------- | ---------- | --------- | ---------------- | ----- | ------ | ---------------- | ----- | ------ |
| 2009/10 | Le Mans FC | Francja   | Ligue 1          | 2     | 0      | -                | -     | -      |
| 2010/11 | Le Mans FC | Francja   | Ligue 2          | 0     | 0      | -                | -     | -      |
| 2011/12 | Le Mans FC | Francja   | Ligue 2          | 27    | 0      | -                | -     | -      |
| 2012/13 | Le Mans FC | Francja   | Ligue 2          | 0     | 0      | -                | -     | -      |
| 2020/21 | UD Almería | Hiszpania | Segunda División | 12    | 0      |                  |       |        |

Stan na: 21 grudnia 2020 r.

## Kariera reprezentacyjna
W reprezentacji Gruzji Makaridze zadebiutował 12 września 2007 roku w zremisowanym 1:1 towarzyskim meczu z Azerbejdżanem.